# Castell de Komine

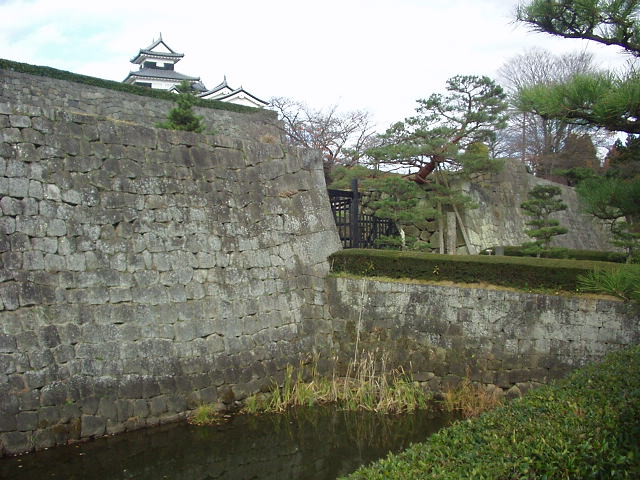
Fosa del castell Komine.

El castell Komine (小峰城, Komine-jō, lit. "Castell de la petita cim") és un castell japonès localitzat a Shirakawa, a la prefectura de Fukushima, Japó. És anomenat comunament també com castell Shirakawa (白河城, Shirakawa-jō).
Juntament amb el castell Morioka i el castell Aizuwakamatsu, és considerat com un dels tres més importants de la regió Tōhoku.
Actualment està ubicat dins del Parc Shiroyama.

## Història
La construcció del castell Komine va començar el 1340 per Chikatomo Yuki, en un petit turó anomenat en aquells dies Kominegaoka (小峰ヶ岡, Kominegaoka). El 1627, el castell va estar sota el control de Nagashige Niwa, qui va prendre 100.000 blocs de pedra del veí castell Tanagura l'any de 1628 amb el propòsit d'ampliar-lo. La renovació va culminar el 1632. Durant la major part del període Edo, el castell va estar governat pel clan Matsudaira.
El castell Komine va ser l'escenari durant la guerra Boshin del 1868, on les forces lleials a l'emperador Meiji assetjar el castell i van vèncer les forces locals unides sota el comandament de Matsudaira Katamori a la batalla d'Aizu. Un incendi es va propagar i va provocar que gairebé tot el castell quedés destruït, deixant-lo en ruïnes.
Després de l'incident, l'únic que va quedar del castell va ser el fossat i part del mur de pedra.
Entre 1991 i 1994, un ambiciós pla de reconstrucció es va dur a terme i la majoria de l'estructura de fusta es va reconstruir, incloent el donjon i la porta principal.